# Corte Suprema de Tonga

La Corte Suprema de Tonga es el tribunal de mayor rango existente en el Reino de Tonga. Atiende casos criminales y civiles y actúa como un tribunal de apelación para los tribunales inferiores de Tonga, los tribunales de magistrados. 

## Jurisdicción
La Corte Suprema puede escuchar las apelaciones de derecho de cualquier sentencia o decisión de los tribunales de magistrados. 
Tiene jurisdicción original para tratar asuntos civiles cuando el monto en disputa excede los T$ 500 y en todos los asuntos de divorcio, sucesiones y almirantazgo. Puede juzgar cualquier ofensa criminal que sea procesable, así como infracciones de convicción sumarias que tengan una pena máxima de más de T$ 500 y/o dos años de prisión. La Corte Suprema no puede escuchar las apelaciones de la Corte de Tierras. 
Las apelaciones de las decisiones de la Corte Suprema pueden ser escuchadas por la Corte de Apelaciones, que es la corte de apelaciones final para la mayoría de los asuntos. 

## Estructura
La Corte Suprema está encabezada por el Lord Presidente, y compuesta por jueces nombrados por el monarca. Los integrantes del tribunal son, por lo general ciudadanos extranjeros de otras jurisdicciones de la Mancomunidad de Naciones. Se desempeña en el cargo por períodos de dos años, que son renovables.  
| Orden           | Juez                            | Ingreso                 |
| --------------- | ------------------------------- | ----------------------- |
| Lord Presidente | Hon. Michael Hargreaves Whitten | 2 de septiembre de 2019 |
| Juez            | Hon. Nicholas Cooper            | 1 de marzo de 2021      |
| Juez            | Hon. Petunia Tupou              | 1 de agosto de 2022     |